# Ormosia aciculata
Ormosia aciculata là một loài ruồi trong họ Limoniidae. Chúng phân bố ở miền Cổ bắc.